# 換位不換質
換位不換質或條件式轉向（commutation of conditionals）是一種形式謬誤，係將一條件命題之前件與後件交換位置所致。

## 形式說明
換位不換質之形式如下：
若P則Q
因此，若Q則P
範例：
如果有火災，就會有濃煙。
因此，如果有濃煙，就是有火災。
正確的操作是換質換位：
若P則Q
因此，若非Q則非P
範例：
如果有火災，就會有濃煙。
因此，如果沒有濃煙，就沒有火災。

## 外部連結
- （英文） Logical Fallacy: Commutation of Conditionals （页面存档备份，存于）